# デュメリルボア
デュメリルボア（学名：Acrantophis dumerili）は、ボア科マダガスカルボア属（ボア属とする説もあり）に分類されるヘビ。

## 分布
マダガスカル南西部固有種

## 形態
最大全長は2.6メートル。頭部背面の鱗は小型で、眼に接する鱗の数は11-16枚。背面の色彩は淡褐色や明褐色で、褐色や黄褐色の複雑な斑紋が入る。この体色は林床では落ち葉や堆積物と見分けがつかなくなると考えられている。
卵胎生で、出産直後の幼蛇は全長60cmほど。幼蛇の体色は赤やピンク色、オレンジ色を帯びる。

## 生態
乾燥林に生息する。地表棲だが、幼蛇は樹上に登ることも多い。夜行性で、昼間は林床の堆積物や地中に穴などで休む。
食性は動物食で、主に小型哺乳類を食べるが鳥類を食べることもある。獲物を待ち伏せ、獲物が近づくと素早く噛みつき締め付けて捕食する。
繁殖形態は卵胎生。妊娠期間は約8か月。1回に2-21頭の幼蛇を産む。

## 人間との関係
開発による生息地の破壊、交通事故、ペット用の乱獲などにより生息数は減少している。飼育下で繁殖させた個体を絶滅した地域に再導入する試みが進められている。